# 小滝紗由美
小滝 紗由美 （こたき さゆみ、1984年6月8日 - ）は、日本のAV女優。マークスグループ所属。
出身地:東京都。血液型:O型。身長:151cm。スリーサイズ:B83(E-65)・W58・H80cm。
趣味:カラオケ、絵画。特技:身体が柔らかい。

## 略歴・人物
2010年にAVデビューした企画女優である。

## アダルトビデオ
2010年
- 兄貴の嫁さん 3 〜禁断の家族関係〜 （9月4日、スティルワークス）…オムニバス作品
- ラブホから出てくる人妻風の女に気づかれる様、カメラを持って探偵のフリをしたら、不安になったのか自ら… （9月8日、DOC）…オムニバス作品
- ザ・カメラテスト 77 こんなにパンツ濡れたら、お家に帰れないよぉ〜 （9月11日、アテナ映像）…オムニバス作品
- アナル舐めながら手コキして下さい （9月19日、Fetish Box）…オムニバス作品
- 全国縦断「Maji」100％ナンパ 素人奥さんご馳走様でした。 真夏の雪国美人はやっぱりモチモチ白い肌 日本一の米どころで濡れ濡れ股間の越後妻編 （9月25日、ビッグモーカル）…オムニバス作品
- 淫妻たちの交尾 （10月7日、ジュエル） ※「滝沢亜紀」名義
- 人妻不倫旅行 もっと激しく抱きしめて… （10月20日、アテナ映像）
- 掃除機【バキューム】オナニーの虜 02 （10月20日、プールクラブ・エンタテインメント）…オムニバス作品
- 貴女のおもちゃにされたい 2 強制的に勃起させ激しい騎乗位で中出しさせる女 （11月1日、エッジ）…オムニバス作品
- 「その働く女性の美しさには秘密がある」 内定をエサにしてリクルート男子に視線を絡ませる女性面接官の秘密とは…。 （11月10日、ホットエンターテイメント）…オムニバス作品
- 鬼責め隷属美人妻 調教編 （11月11日、唾鬼） ※「宮下香織」名義
- ぶっかけ面汚し 2 （11月20日、プールクラブ・エンタテインメント）…オムニバス作品
- 夫の目の前で!! 赤面人妻 全裸デッサンモデル （12月7日、アイエナジー）…オムニバス作品
- 騙し撮り お仕置きAV鑑賞会 Vol.1 （12月19日、GUNMU本舗）…オムニバス作品
- 近親相姦 母子受精 （12月23日、センタービレッジ）
- 非ヌキ系サロン 洗体エステで勃起しちゃった僕。 3 （12月23日、アキノリ）…オムニバス作品

2011年
- 姉貴の友達に… 〜綺麗なお姉さんの誘惑〜 （1月1日、スティルワークス）…オムニバス作品
- エロお姉さんが足をピンッ!とさせながら、連続アクメ自画撮りオナニー 2 （1月1日、スティルワークス）…オムニバス作品
- 熟ズボッ! 自然に腰が動いちゃう…だって女ですもの 仰天!熟女の超ド級エロス満開スペシャル （1月11日、アテナ映像）…オムニバス作品
- 素人酔った人妻に生中出し 10 （1月15日、プラム）
- Doll Girls （2月1日、三和出版）
- 実録 産婦人科 セックスカウンセリング触診治療 （2月7日、桃太郎映像出版）…オムニバス作品
- 舞ワイフ 〜セレブ倶楽部〜 18 （2月19日、AROUND）…オムニバス作品 他出演:橋本聡美 ※「上村さつき」名義
- 団地妻 昼間に堪えきれず、膣に流し込まれる悦楽妻たち （2月25日、ビッグモーカル）…オムニバス作品
- 愛液クチュクチュオナニー 4 （2月25日、オフィスケイズ）…オムニバス作品

### アダルトサイト
- 上村 さつき （舞ワイフ）
- Cherry Girl 80 小滝紗由美 （週刊 Cherry Girl）
- Ane One Style 28 小滝紗由美 （Ane One Style）